# Missió Geodèsica Francesa

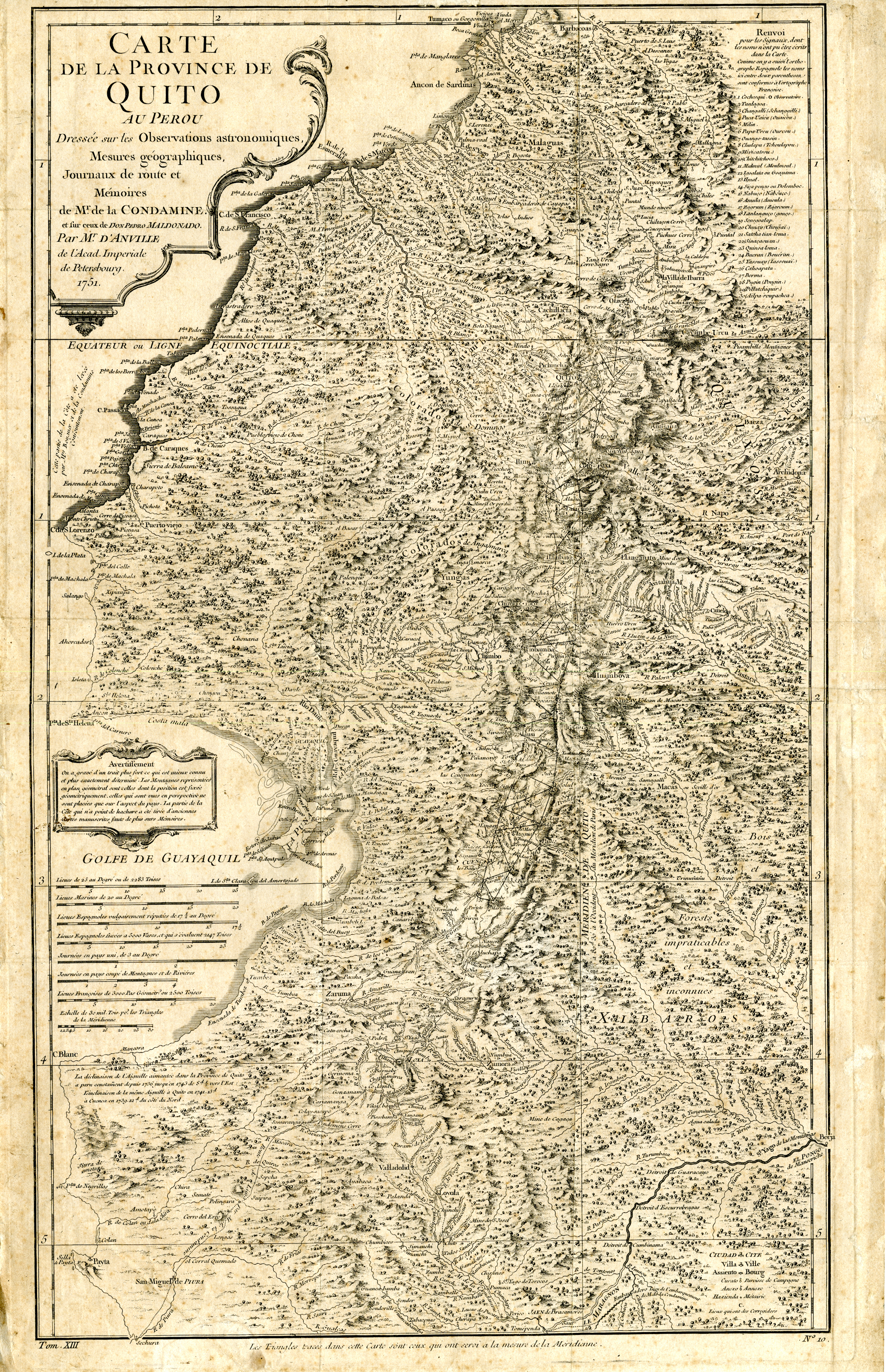
Carta Geogràfica de la Costa Occidental de la Reial Audiència de quito (1751), per Jordi Joan i Antonio de Ulloa

La Missió Geodèsica a la Reial Audiència de Quito va ser una expedició científica duta a terme al segle xviii en els actuals territoris de l'Equador per mesurar un grau de longitud a l'equador terrestre. Va ser una de les primeres expedicions científiques modernes d'àmbit internacional. El propòsit fonamental era comprovar la forma de la Terra. La Missió Geodèsica a la Reial Audiència de Quito  va ser una expedició duta a terme en el s. XVIII a l'actual Equador per mesurar un grau de longitud a l'equador terrestre. Va ser una de les primeres expedicions científiques modernes d'àmbit internacional. El seu propòsit era comprovar la forma de la Terra.

## Antecedents
A partir de 1732 hi va haver en els cercles científics europeus moltes controvèrsies relacionades a la forma del planeta. Les tendències es dividien entre les que es basaven amb les teories de Newton (que proposava una forma aplatada en els pols) i les teories de Cassini i Descartes, sustentades en mesures gravimètriques i físiques. Per tal d'avançar i superar aquesta controvèrsia, l'Acadèmia Francesa va demanar suport i finançament al Rei Lluís XV de França per muntar dues expedicions que mesurarien la longitud d'un grau de meridià terrestre a les regions àrtiques i a la zona equatorial. El matemàtic Pierre Maupertuis encapçalava la primera missió amb la participació del físic suec Anders Celsius.

## Expedició

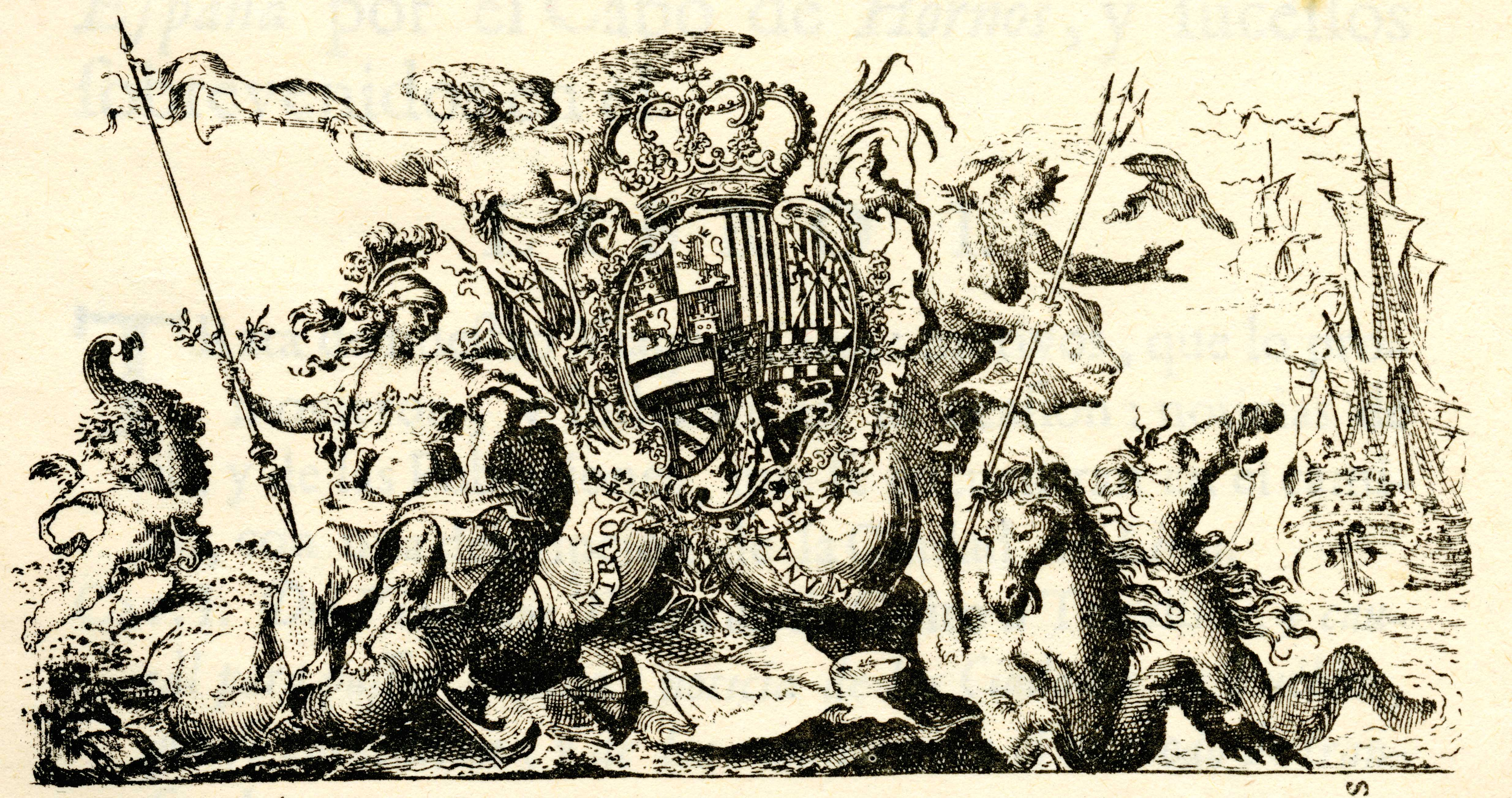
Gravat que il·lustra una al·legoria a l'emblema dinàstic de la Casa de Borbó que conforma la portada inicial de l'obra Relació històrica del viatge a l'Amèrica meridional de Jordi Joan i Antonio de Ulloa

Felip V d'Espanya (cosí de Lluís XV) va donar el seu consentiment a la incursió en els seus dominis amb la condició que científics espanyols també participessin. Els principals integrants de la part francesa van ser el químic i geògraf Charles-Marie de la Condamine, el físic Pierre Bouguer; l'astrònom Louis Godin i el naturalista Joseph de Jussieu (1704-1779). Els participants per la part espanyola van ser Jordi Juan i Santacilia i Antonio de Ulloa oficials espanyols de comprovada lleialtat i reconegudes habilitats. A Guayaquil se'ls va unir un dels notables criolls de l'època Pedro Vicente Maldonado (original de la Reial Audiència de Quito).
L'expedició va partir el maig de 1735 de Quito cap a Cartagena d'Índies per a després seguir la ruta de Guayaquil, fent mesuraments mitjançant triangulació establint els punts de referència en Yaruquí i Tarqui (prop a Cuenca), mesuraments particularment difícils a causa de l'orografia de la regió andina. Les tasques geodèsiques van durar fins a 1739 i van servir per a conèixer amb precisió la mida del planeta i van ser també usades més tard per l'establiment del sistema mètric decimal. En aquells dies hi havia notícies que la missió a Lapònia ja havia demostrat l'aplatament de la Terra tot i això van continuar els mesuraments astronòmics i observacions científiques aconseguint determinar la línia equatorial, mesures sísmiques i la mesura de la distància al zenital en el meridià.
Un cop a Quito van fer mesuraments mitjançant triangulació al llarg de l'equador fins a 1739. Això va servir per conèixer amb precisió la mida del planeta i va suposar més tard l'establiment del Sistema mètric decimal. L'expedició va partir al maig de 1735 cap a Cartagena de Indias per a després seguir la ruta de Guayaquil i el camí de Bodegas (Babahoyo). Hi va haver discrepàncies entre La Condamine, Godin i Bouguer que van causar la separació de l'expedició en tres grups en el camí terrestre a través dels boscos tropicals de la regió costanera. Van arribar a Quito el juny de 1736.
Els científics també van escalar diverses de les muntanyes i volcans de l'Audiència de Quito. La Condamine va retornar a Europa després de descendir el riu Amazones i passar per Caiena d'on va embarcar cap a Amsterdam. Godin retornà a Europa molt més tard per via de Guayaquil i Panamà. Bouger utilitzar la via terrestre des de Quito a Cartagena des d'on va embarcar per Nantes.

## Publicacions
- Relació històrica del viatge a l'Amèrica meridional , Jorge Juan and Ulloa, 1748.[3]
- La figure de la terre, determinée par les observations de Messieurs Bouguer, & de la condamine , Bouguer, 1749.[4]
- Journal du voyage , La Condamine, 1751.[5][6]
- Le procès des étoiles , 1735-1771.[7]
- The mapmakers 'wife , Robert Whitaker ISBN 0-385-33720-5.